# Manuel Cid
Manuel Cid (19 de agosto de 1956) es un jinete mexicano que compitió en la modalidad de doma. Ganó una medalla de plata en los Juegos Panamericanos de 1983, en la prueba por equipos.

## Palmarés internacional
| Juegos Panamericanos | Juegos Panamericanos | Juegos Panamericanos | Juegos Panamericanos |
| Año                  | Lugar                | Medalla              | Categoría            |
| -------------------- | -------------------- | -------------------- | -------------------- |
| 1983                 | Caracas (Venezuela)  | Medalla de plata     | Por equipos          |